# .dm
.dm es el dominio de nivel superior geográfico (ccTLD) para Dominica.